# Мароніти
Мароніти (сир. ܡܪܘܢܝܐ араб. الموارنة) — християнська група, частина арамейського народу, представники якої дотримуються Маронітської церкви з найбільше число яких традиційно проживало навколо Ліванських гір в Лівані. Маронітська церква є східнокатолицькою церквою «свого права», яка знаходиться в повному спілкуванні з Латинською церквою, з правом самоврядування відповідно до Кодексу канонів Східних Церков.

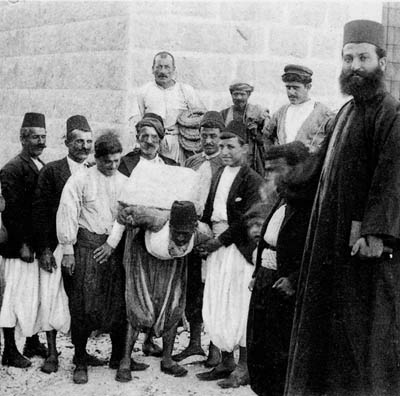
Мароніти будують сільську церкву, 1920-ті роки.

Мароніти отримали свою назву від сирійського християнського святого Марона, деякі з послідовників якого мігрували в район Ліванських гір зі свого попереднього місця проживання, яке було розташоване навколо області Антіохії, і заснували ядро сирійської Маронітської церкви. Святий Марон послав святого Авраама, якого часто називають апостолом Лівану, щоб навернути нехристиянське місцеве населення в маронітське християнство. Назва річки Адоніс було змінено жителями на річку Авраама після того, як цей святий проповідував там.
Багато маронітів стверджують, що вони мають мардаїтське походження, але деякі історики спростовують це. Мароніти змогли зберегти незалежний статус на горі Ліван та узбережжі після мусульманського завоювання Леванту, зберігши свою християнську релігію й арамейську мову навіть в XIX столітті.
Масова еміграція в Америку на початку XX століття, голод (головним чином викликаний неврожаями і британськими блокадами під час Першої світової війни, від якого загинуло від третини до половини населення); Громадянська війна в Лівані в 1975—1990 роках і низький рівень народжуваності — все це значно скоротили чисельність маронітів у Леванті. Сьогодні вони складають майже четверту частину населення Ліванської Республіки. Всі ліванські президенти були маронітами за традицією і в рамках Національного пакту, згідно з яким прем'єр-міністр історично був мусульманином-сунітом, а спікер Національних Зборів історично був мусульманином-шиїтом.
Хоча основна частина маронітів зосереджена в Лівані, вони також живуть в сусідніх Сирії, Ізраїлі, Кіпрі та Палестині, а також складають значну частину ліванської діаспори в Америці, Європі, Австралії і Африці.